# Gare de Sangen-Jaya
La gare de Sangen-Jaya (三軒茶屋駅, Sangenjaya-eki) est une gare ferroviaire de l'arrondissement de Setagaya, à Tokyo au Japon. La gare est gérée par la compagnie Tōkyū. Elle dessert le quartier du même nom.

## Situation ferroviaire
La gare de Sangen-Jaya est située au point kilométrique (PK) 3,3 de la ligne Tōkyū Den-en-toshi. Elle marque le début de la ligne Tōkyū Setagaya.

## Histoire
La gare a été inaugurée le 6 mars 1907 par le Chemin de fer électrique de Tamagawa (玉川電気鉄道, Tamagawa Denki Tetsudō).

## Services aux voyageurs

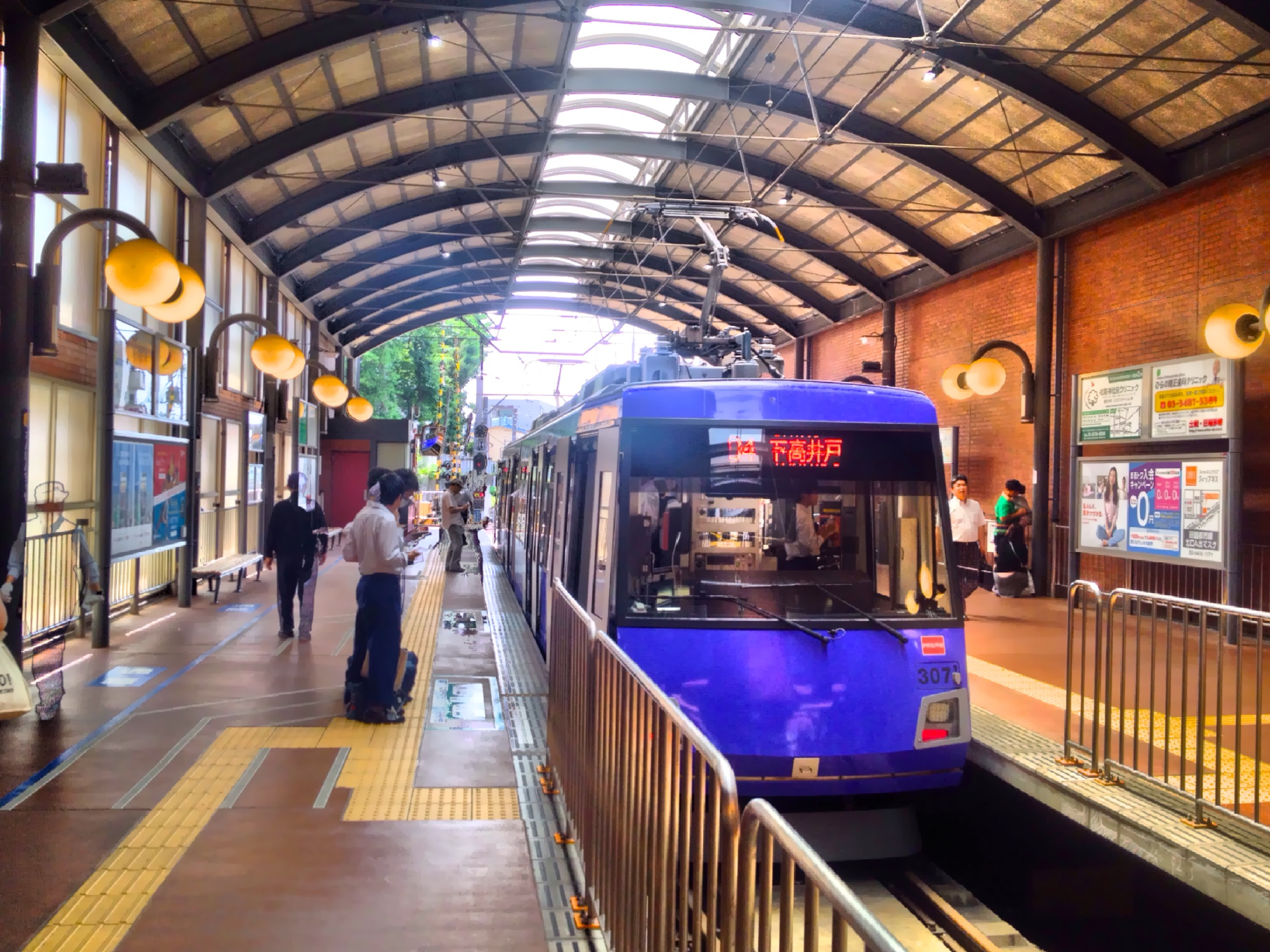
Terminus de la ligne Setagaya.

### Accès et accueil
La gare dispose d'un bâtiment voyageurs, avec guichet, ouvert tous les jours.

### Desserte
- Ligne Den-en-toshi :
  - voie 1 : direction Mizonokuchi et Chūō-Rinkan
  - voie 2 : direction Shibuya (interconnexion avec la ligne Hanzōmon pour Oshiage)
- Ligne Setagaya :
  - direction Shimo-Takaido